# Sándor Ferenczi

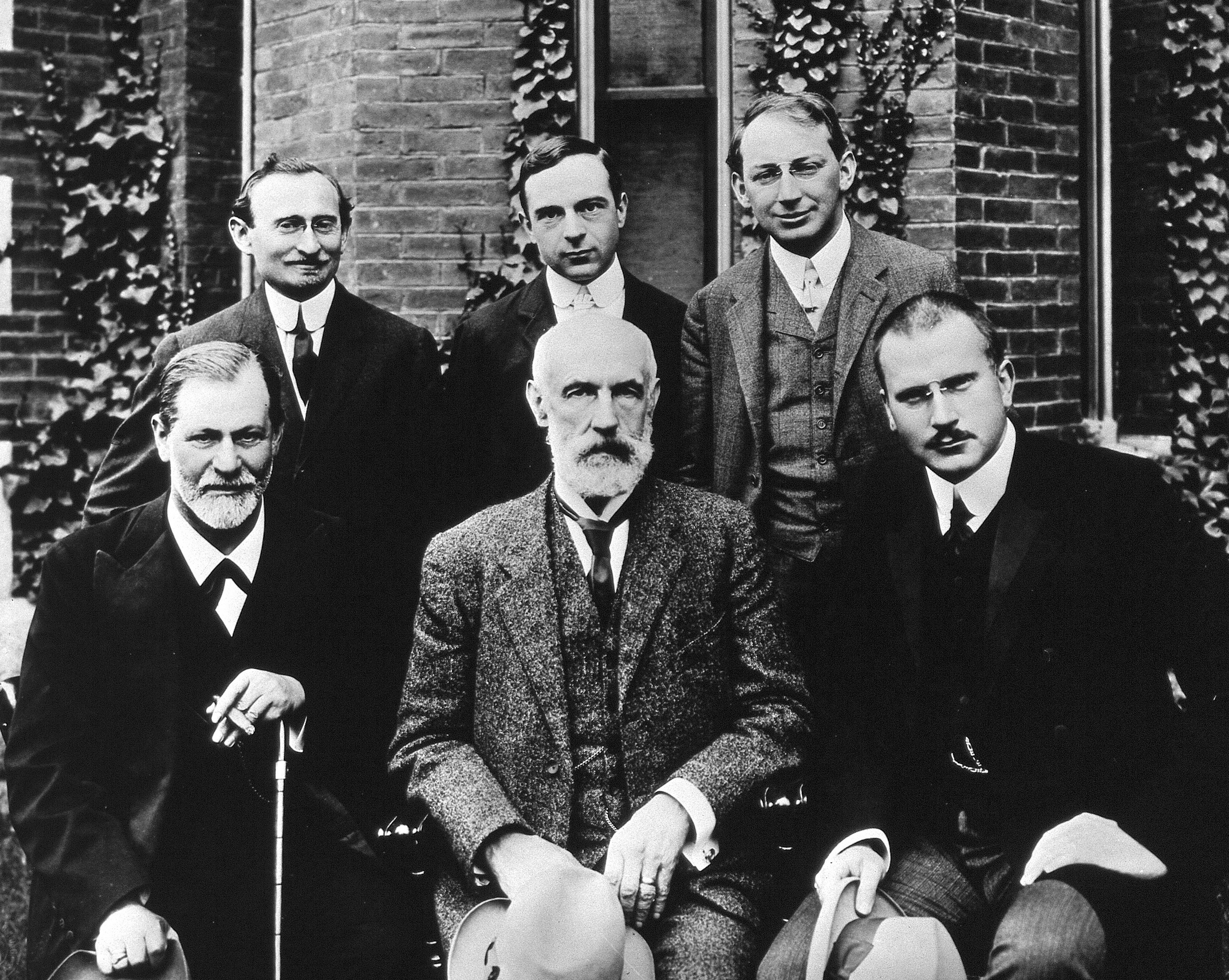
Sándor Ferenczi, el primer a la dreta en companyia de Sigmund Freud, G. Stanley Hall, Carl Gustav Jung, Abraham A. Brill, Ernest Jones (1909)

Sándor Ferenczi va ser un psiquiatre hongarès d'origen jueu polonès.
Nasqué a Miskolc, el vuitè dels dotze fills de Baruch Fraenkel, un jueu de Galítsia que va emigrar a Hongria i va magiaritzar el seu cognom a Bernát Ferenczi, i de Róza Eibeschűtz, també provinent de Galítsia.
El seu pare era un editor amb un crecle literari. Ferenczi va créixer mancat d'un contacte afectiu amb la seva família, la qual cosa va influir en el desenvolupament de la seva personalitat.
Es va traslladar a Viena en la dècada de 1890 per tal d'estudiar medicina, es va doctorar l'any 1894 i es va interessar per la psiquiatria i la tècnica de la hipnosi. Va tenir pacients amb greus disturbis físics i psíquics: en particular, prostitutes, ancians i homosexuals, i va contribuir a combatre la discriminació cap a l'homosexualitat.
Des del 1899 col·laborà en la revista mèdica Gyógyászat ("Teràpia"), dirigida pel metge progressista Miksa Schächter.
Els treballs preanalítics de Ferenczi van testimoniar una tensió intel·lectual i emotiva ja orientada a la seva futura exploració: la relació, el diàleg entre l'inconscient, la paraula, el repecte pel dolor i la funció d'aquest en el procés del guariment.
Va llegir La interpretació dels somnis de Freud poc després de la seva publicació (1900), però en va ser poc entusiasta. Pocs anys després, seguint el seu interès en el tema de l'escriptura automàtica, adoptà el test de les associacions de Jung (C. G. Jung, Diagnostische Assoziationstudien, Leipzig, 1906), cosa que el va fer més receptiu a les idees de Sigmund Freud. El 2 de febrer de 1908 el va visitar. Al Primer Congrés de la Psicoanàlisi de Salzburg del mateix any, hi va contribuir amb una dissertació sobre "Psicoanàlisi i psicopedagogia".
Ferenczi va difondre les idees de Freud als cercles intel·lectuals de Budapest. El 1910 posà les bases de la Societat psicoanalítica internacional amb el seu escrit L'organització del moviment psicoanalític. El 1913, fundà la Societat Hongaresa de Psicoanàlisi, de la qual va ser president. El 1914, amb la Primera Guerra Mundial, estudià amb Freud la neurosi de la guerra. El 1924 va pubblicar Thalassa: una teoria de la genitalitat.
El 1918, li va ser oferta una càtedra en la Universitat de Budapest, on ensenyà psicoanàlisi per primera vegada al món. Durant un breu temps va ser el president de l'Associació Psicoanalítica Internacional, i el 1920 posà les bases per a la creació de la revista International Journal of Psycho-Analysis.
Amb l'arribada a Hongria del règim d'extrema dreta de Miklós Horthy, haver obtingut la càtedra del règim d'esquerres de Béla Kun va causar molts problemes a Ferenczi, que es va estar molt de temps a l'estranger.
En aquests anys es tornà a ocupar de l'homosexualitat, de la tipologia característica dels homosexuals i dels mecanismes paranoics que segons el seu enfocament, actualment superat, revelaven el seu comportament.
Els anys següents desenvolupà els temes de les idees megalòmanes d'omnipotència dels infants i del narcisisme en la neurosi i la psicosi, i, entre 1929 i 1931, aprofundí en els aspectes orgànics i psicosomàtics de la psicoanàlisi, sota la influència de Georg Groddeck.
Fonamentalment va contribuir en la reflexió del tema del trauma psicològic.
Va ser analista de Melanie Klein i de Michael Balint, i amic de Lou von Salomé.
En el darrer període de la seva vida, Ferenczi es va distanciar de les idees de Freud.

## Obres
- Introjection Und Übertragung, 1909
- (amb Otto Rank), Entwicklungsziele der Psychoanalyse, 1924 (Prospectiva del desenvolupament de la psicoanàlisi)
- Thalassa. Psicoanàlisi dells orígens de la vida sexual, Roma: Astrolabio, 1965; Milano: Raffaello Cortina, 1993 ISBN 88-7078-254-9
- Fonaments de la psicoanàlisi, 5 voll., Rimini: Guaraldi, 1972-75
- Diari clínic (gener-octubre de 1932), Milà: Raffaello Cortina, 1988, 2004 ISBN 88-7078-923-3